# Klaas de Grooth
Klaas de Grooth (Winschoten, 6 augustus 1852 - Den Haag, 25 maart 1930) was een Nederlands ondernemer en architect. Hij was van 1893 tot 1906 gemeentearchitect van de gemeente Winschoten.

## Biografie
Klaas de Grooth werd op 6 augustus 1852 geboren als zoon van rijkspostbode Berend de Grooth. Zijn vader liet in 1872 een pand aan de Garstestraat ombouwen tot hotel/logement en koffiehuis St. Vitushof. Ook Klaas was actief binnen het bedrijf, dat in 1893 verkocht is. In 1880 stond De Grooth geregistreerd als aannemer toen hij op 18 maart van dat jaar in Wildervank trouwde met Antje Feunekes, dochter van een kruidenier. Het stel kreeg zes kinderen, waaronder jurist en VVD-politicus Geert de Grooth.  
Vanaf begin jaren tachtig van de negentiende eeuw had De Grooth een steenfabriek in Sint-Vitusholt. Deze fabriek heeft hij in 1888 verkocht aan de Pekelder steenfabrikant Geert Jans Strating, wiens bedrijf later uitgroeide tot Steenindustrie Strating. De Grooth was in die periode ook actief bij het Winschoter brandweerkorps; in 1884 kreeg hij promotie tot sectie-commandant en zes jaar later tot opzichter.
Op 14 januari 1893 werd De Grooth, toen nog aannemer, benoemd tot gemeentearchitect van Winschoten. Een jaar later volgde tevens een benoeming tot tegenschatter van de gemeente. Begin 1895 stelde hij zich verkiesbaar voor de Provinciale Staten, maar hij werd niet verkozen. Op 30 maart van dat jaar werd besloten tot de bouw van een nieuw gemeentehuis, in een stijl met Neorenaissance en Neogotische elementen ontworpen door De Grooth als gemeentearchitect, met met ondersteuning van rijksbouwmeester Cornelis Peters. Beide heren werkten later ook samen bij de grote renovatie van de Marktpleinkerk.

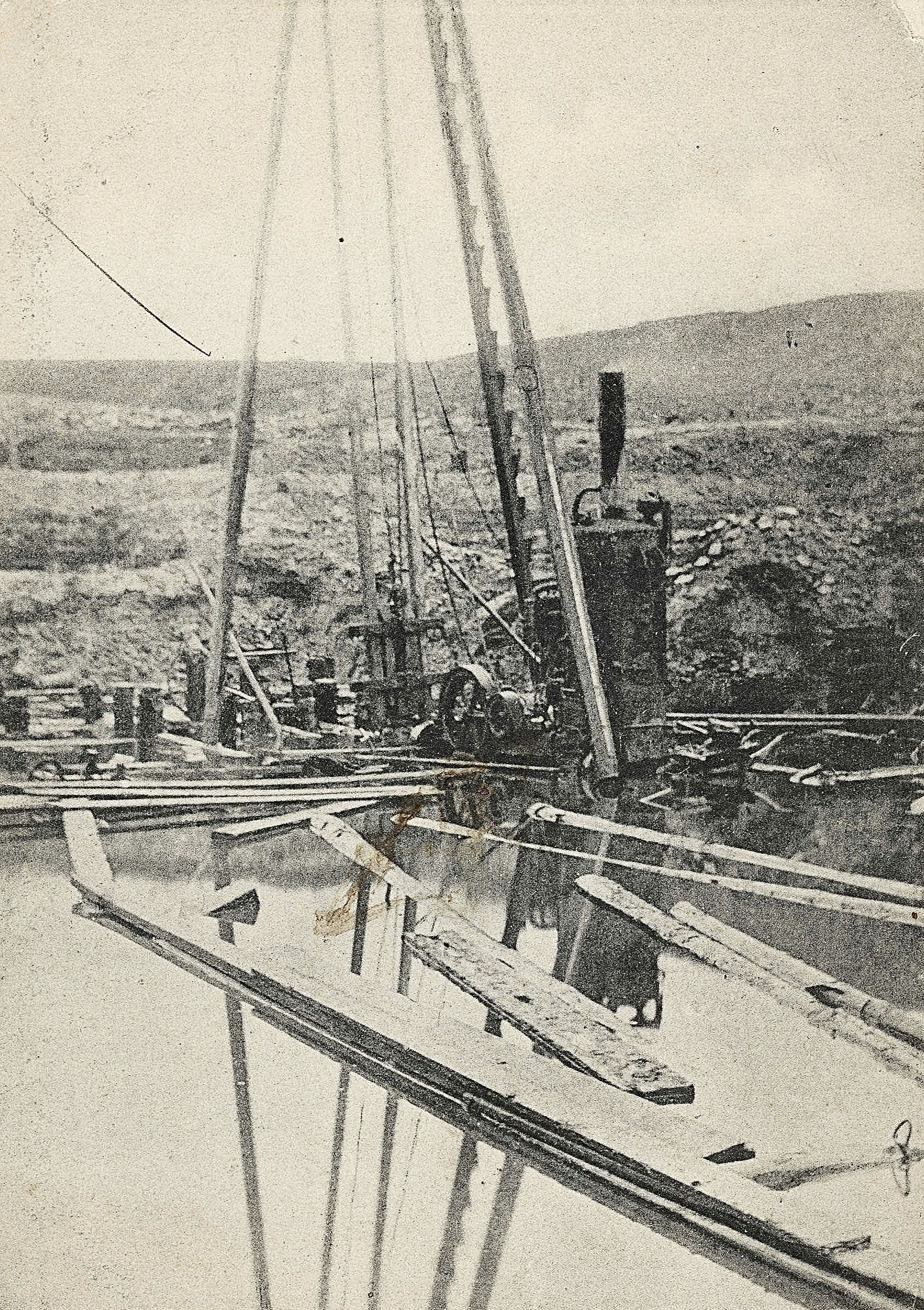
Werkzaamheden aan de schutsluis van de sluiswerken bij Nieuwe Statenzijl (1906).jpg

 Na de bouw van het gemeentehuis was De Grooth als gemeentearchitect betrokken bij de totstandkoming van de spoorweghaven en twee lokalen van de Nutsschool. Ook ontwierp hij voor particulieren, zo was hij betrokken bij een herenhuis voor steenfabrikant H.G. Strating aan de Stationsweg, een fabriek voor een vellenblooterij en de bouw van Zaal Dommering, een schouwburg- en bioscoopzaal die “het Carré van het Noorden” werd genoemd. In augustus 1906 nam De Grooth ontslag als gemeentearchitect omdat hij was aangesteld als hoofdaannemer van de grootschalige uitbreiding van de schutsluis van Nieuwe Statenzijl. Hij werd in Winschoten opgevolgd door Derk Bolhuis.

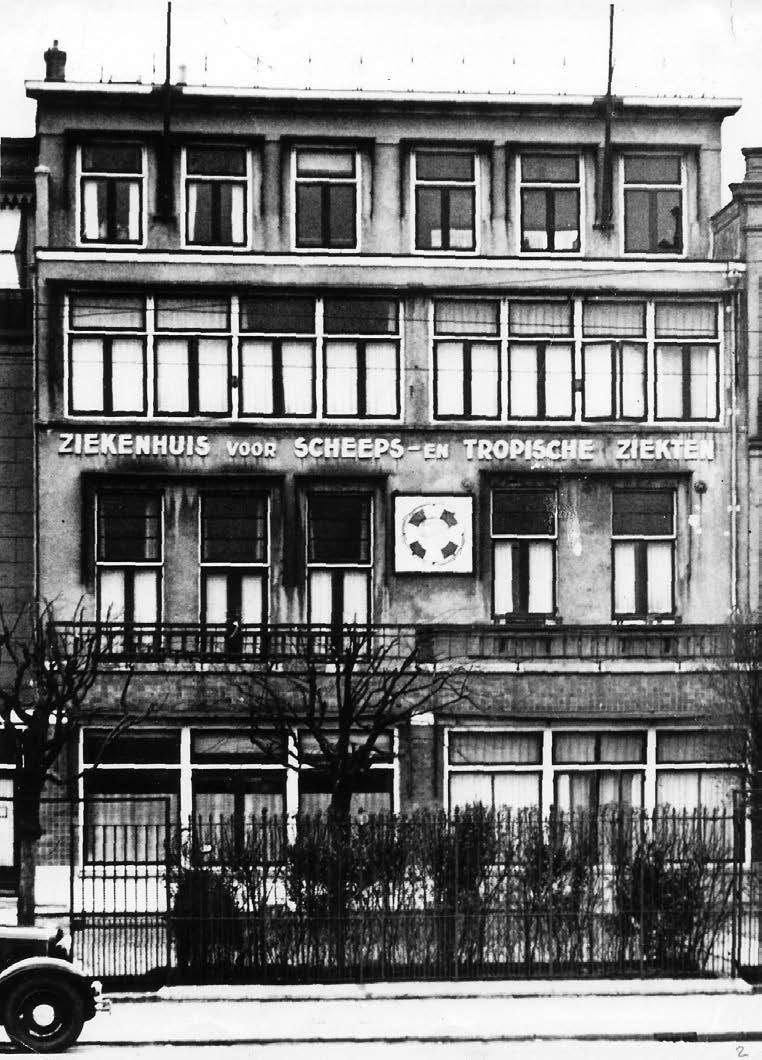
De Grooth’s Hotel Continental aan de Haringvliet, vanaf 1925 het Ziekenhuis voor scheeps- en tropische ziekten

 In 1908 verhuisde De Grooth met zijn gezin naar Rotterdam, waar hij zich registreerde als hotelhouder. Aan de Haringvliet 24 opende hij Hotel Continental, dat in 1925 zou worden omgebouwd naar het Havenziekenhuis. Het gezin De Grooth woonde in de havenstad aan de Haringvliet en de Voorschoterlaan. Zijn vrouw overleed in 1924, waarna hij zich in 1925 met twee van zijn dochters in het Haagse Segbroek vestigde. Daar overleed De Grooth in 1930 op 77-jarige leeftijd en werd begraven op Oud Kralingen.

## Werken
Een selectie van door De Grooth gebouwde en/of ontworpen nog bestaande panden in Winschoten:  
- Woning aan de Engelsestraat 34 (1895)[28]
- Gemeentehuis aan de Langestraat (1895-1896)[29][30]
- Rabbinaatswoning aan de Bosstraat, naast de synagoge (1899-1900)[31]
- Herenhuis voor steenfabrikant H.G. Strating aan de Stationsweg (1904)[17]
- Marktpleinkerk op het Marktplein (1905-1907)[14][32]

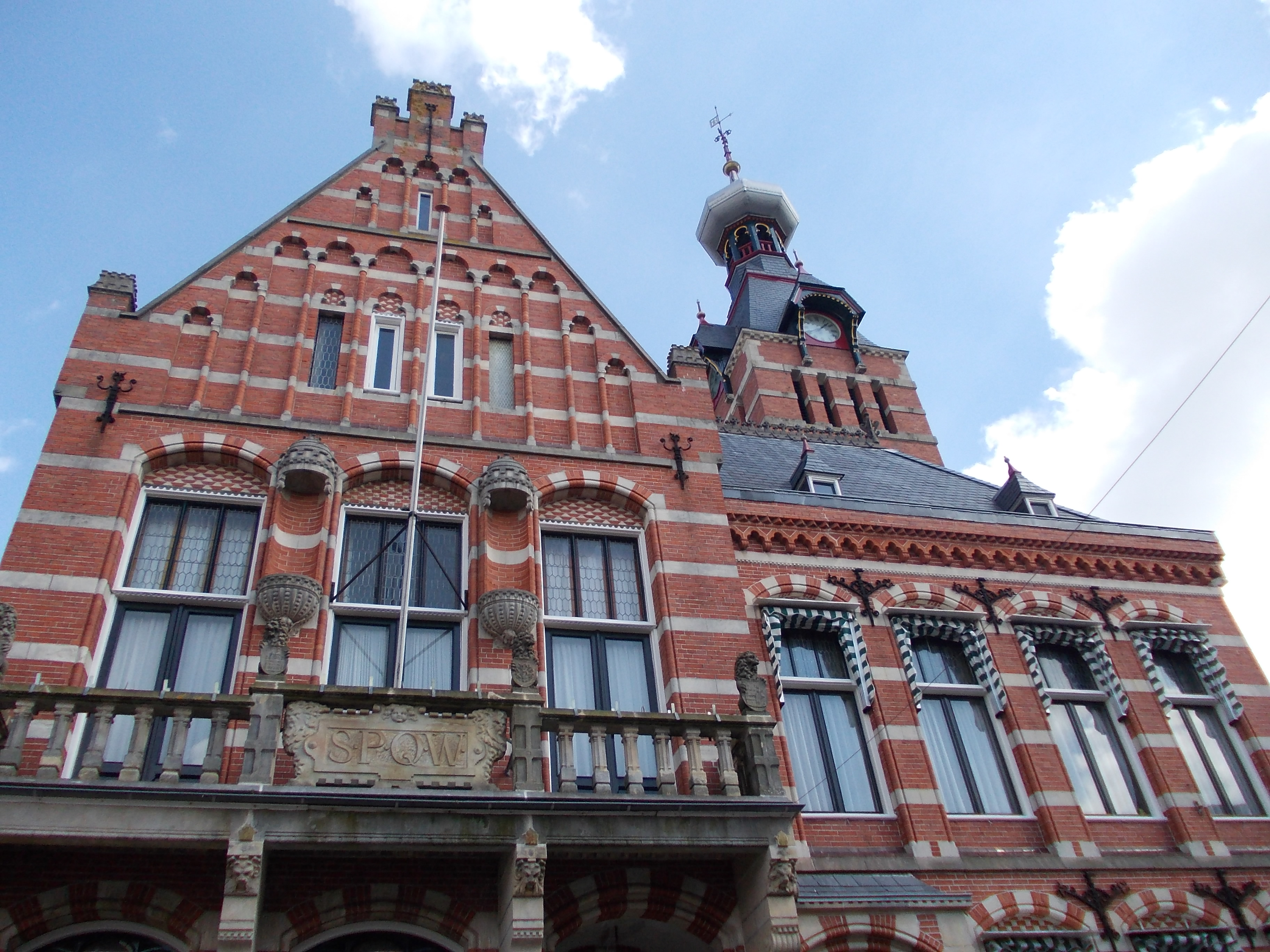
Gemeentehuis aan de Langestraat (1895-1896)
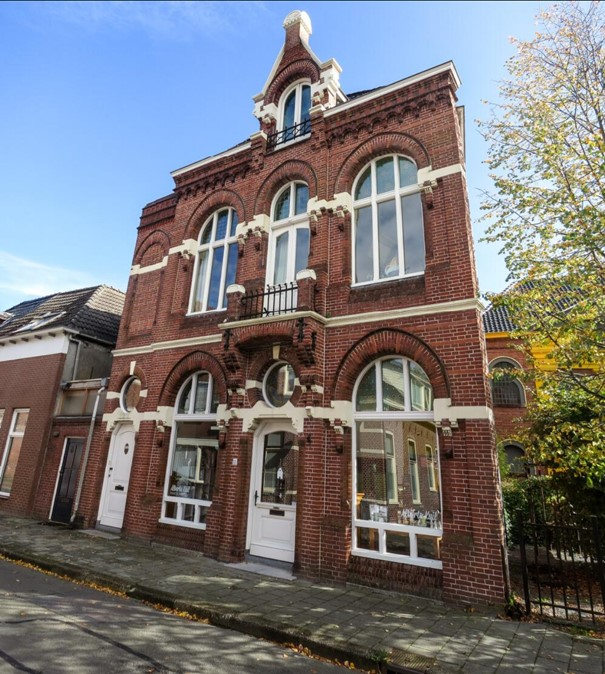
Rabbinaatswoning aan de Bosstraat (1899-1900)
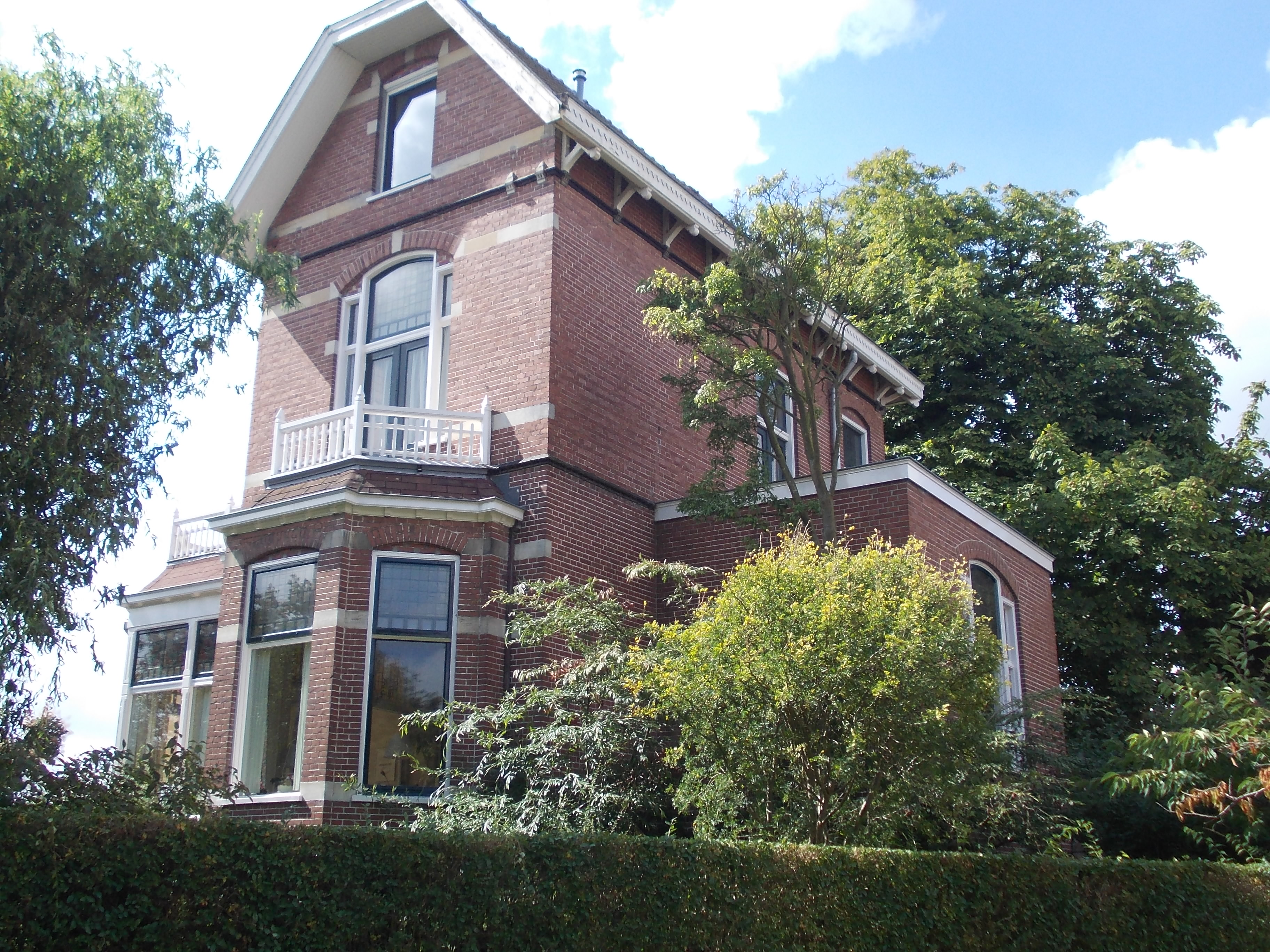
Herenhuis aan de Stationsweg (1904)
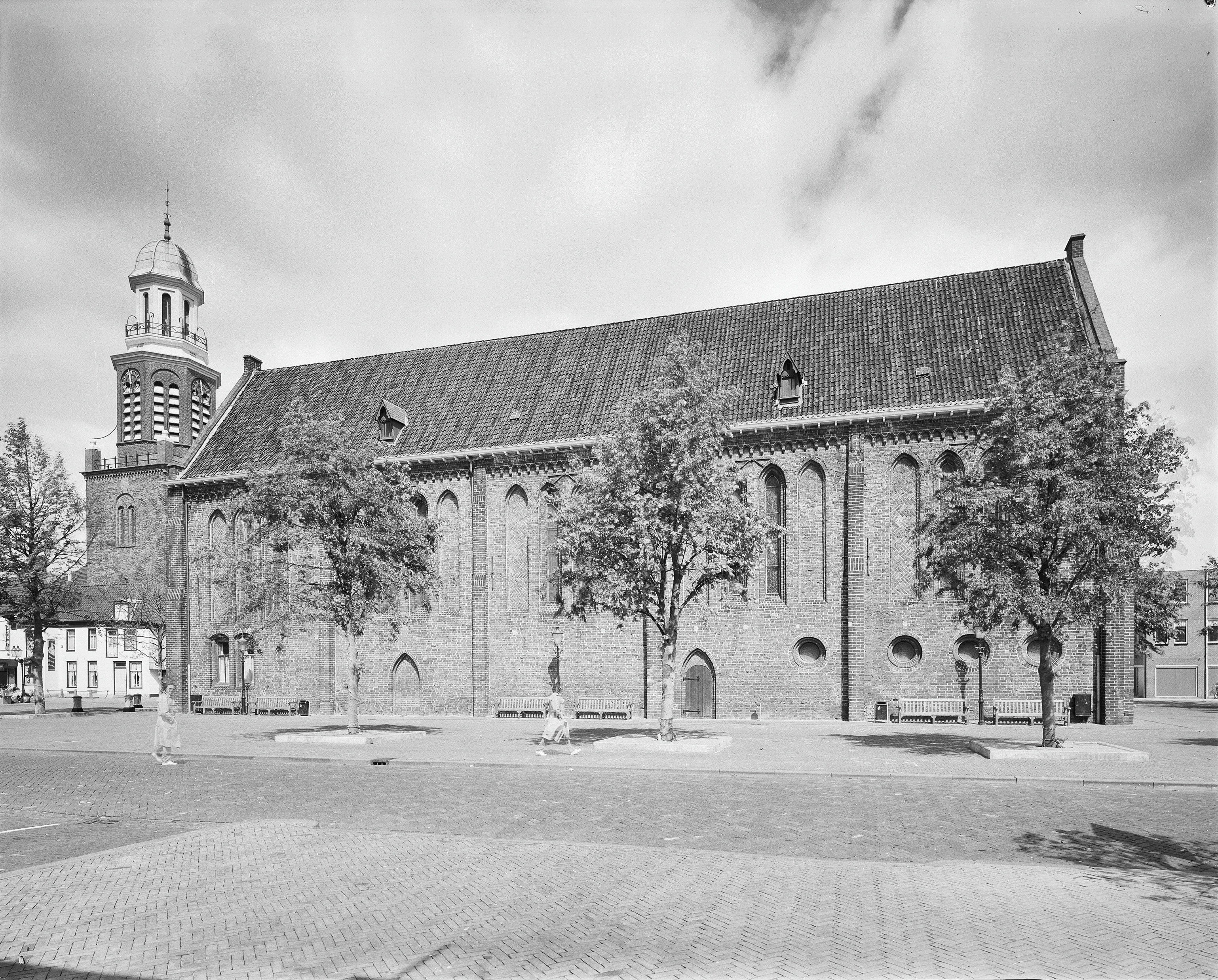
Renovatie Marktpleinkerk (1905-1907)